# Alice Bailey
Alice Bailey (Mánchester, Lancashire, 16 de junio de 1880 – Nueva York, 15 de diciembre de 1949) fue una practicante del esoterismo y escritora inglesa.
A la edad de 35 años, después de separarse de su marido Walter Evans, ingresó en el centro de la Sociedad Teosófica de Los Ángeles (EE. UU.), en la Logia Teosófica de Pacific Grove.
En 1919, Bailey (de 39 años) cortó sus vínculos con la Sociedad Teosófica por varias razones (principalmente la obsesión de los dirigentes de la Sociedad Teosófica de la época, con la sumisión y obediencia que supuestamente los discípulos les debían a su maestro).
Entonces pudo actuar con más libertad, de acuerdo con sus propios puntos de vista (que ella adjudicaba a las enseñanzas de un maestro de una supuesta «jerarquía oculta».
En el mes de noviembre de 1919, Bailey comenzó a escribir textos que afirmaba que eran dictados telepáticamente por un tal «Tibetano», o «D. K.». Publicó esos textos con el título Iniciación humana y solar. Allí dio a conocer la existencia de la jerarquía espiritual, que Madame Blavatsky ya había difundido, aunque no de manera ordenada.
Más tarde reveló que el tibetano D. K. era el maestro Djwal Khul. Bailey dijo que después de una cierta resistencia inicial (basada en la humildad), finalmente fue persuadida a nombrarlo claramente. Ella escribió usando el nombre del maestro durante 30 años, entre 1919 hasta su muerte, acaecida en 1949.

## Doctrina
Alice Bailey desarrolló una estructura teórico ocultista de gran dificultad y envergadura. Son muchos los temas que trata, entre los cuales se hallan: los 7 rayos, la astrología esotérica, el alma humana, la jerarquía humana y solar, la curación esotérica, la magia blanca, el mundo interno, las glándulas, los chakras, etc. 
En su libro Tratado sobre los siete rayos, la autora da una extensísima relación en cinco tomos, de los rayos y sus asociaciones, tanto a nivel cósmico como humano. En este sentido, se trataría de fuerzas generadas en el origen de la divinidad universal, producidas por la división de la luz en siete formas o energías conscientes. Estas formas o rayos, tienen asociadas tanto glándulas en el cuerpo humano, como chakras, colores, sonidos, cualidades psicológicas, así como fuerzas inherentes a los grandes seres del universo.
El tercer tomo de este libro está dedicado a la astrología esotérica, a la cual se refiere Bailey como astrología del alma. La autora ofrece en él no solo nuevas regencias planetarias diferentes a las tradicionales, sino que invierte el sentido mismo del movimiento de las cartas astrales. El Tratado de los siete rayos es un compendio de lectura especialmente difícil.
Menos dificultosos son, por ejemplo, Del intelecto a la intuición y Tratado de magia blanca. El primero ofrece a la inteligencia occidental una aproximación a las formas de comprensión orientales, relacionando entre otras cosas las glándulas con los chakras. Se trata de un libro racional y con pretensiones científicas.
El segundo, es tal y como Bailey lo describe, propiamente un tratado práctico de aproximación al mundo fenoménico de la entidad superior que, alojada en el interior del ser humano, y en conexión a todas las fuerzas universales, la autora llama «alma». La conexión con esta entidad, supuestamente omnisciente y omnipotente, sería para Bailey el propósito real y sustancial de la vida humana.

## Sobre la Gran Invocación
La "Gran Invocación" es un mantra o rezo que la escritora afirmó haber recibido del maestro Djwhal Khul para ser entregado a la humanidad para acelerar el desarrollo evolutivo humano.[cita requerida]
Fue publicado en abril de 1945 y desde entonces ha sido traducido a más de 80 idiomas
Se ha designado al día de Luna Llena de junio como el Día de la Gran Invocación, tras la lunación de Tauro en la que se celebra el Festival de Asala. Sin embargo, sus adeptos pueden celebrarlo en cualquier ocasión.

### La Gran Invocación
Desde el punto de luz en la mente de Dios,

que afluya luz a las mentes de los hombres,

que la luz descienda a la Tierra.

Desde el punto de amor en el corazón de Dios,

que afluya amor a los corazones de los hombres,

que Cristo retorne a la Tierra.

Desde el centro donde la voluntad de Dios es conocida,

que el propósito guíe a las pequeñas voluntades de los hombres,

el propósito que los maestros conocen y sirven.

Desde el centro que llamamos la raza de los hombres,

que se realice el plan de amor y de luz

y selle la puerta donde se halla el mal.

Que la luz, el amor y el poder restablezcan el plan en la Tierra.

## Obras

### Libros de Bailey
- Iniciación, humana y solar (enlace roto disponible en Internet Archive; véase el historial, la primera versión y la última).. Sirio, 1922.
- Cartas sobre meditación ocultista (enlace roto disponible en Internet Archive; véase el historial, la primera versión y la última).. Sirio, 1922.
- Tratado sobre fuego cósmico (enlace roto disponible en Internet Archive; véase el historial, la primera versión y la última).. Sirio, 1925.
- Tratado sobre magia blanca (enlace roto disponible en Internet Archive; véase el historial, la primera versión y la última).. Sirio, 1925.
- La luz del alma: (enlace roto disponible en Internet Archive; véase el historial, la primera versión y la última). los «Yoga sutras» de Patañyali (comentarios de Alice Bailey). Sirio, 1927.
- Tratado sobre magia blanca. Sirio, 1934
- El discipulado en la nueva era. Sirio, Tomo I - 1944
- El discipulado en la nueva era. Sirio, Tomo II - 1955
- Los problemas de la humanidad. Sirio, 1947
- La reaparición de Cristo. Sirio, 1948
- El destino de las naciones. Sirio, 1949
- Espejismo: un problema mundial. Sirio, 1950
- Telepatía y el vehículo etérico. Sirio, 1950
- La educación en la nueva era. Sirio, 1954
- La exteriorización de la jerarquía (enlace roto disponible en Internet Archive; véase el historial, la primera versión y la última).. Sirio, 1957.
- Una gran aventura la muerte (enlace roto disponible en Internet Archive; véase el historial, la primera versión y la última).. Sirio, 1950.
- Tratado sobre los siete rayos:
  - Tomo 1: Psicología esotérica I. Sirio, 1936.
  - Tomo 2: Psicología esotérica II Sirio, 1942.
  - «Tomo 3: Astrología esotérica». Archivado el 10 de octubre de 2010 en Wayback Machine. Sirio, 1951.
  - «Tomo 4: Curación esotérica». Archivado el 18 de abril de 2010 en Wayback Machine. Sirio, 1953.
  - «Tomo 5: Los rayos y las iniciaciones». Archivado el 11 de octubre de 2010 en Wayback Machine. Sirio, 1960.

### Escritos de Bailey
- La conciencia del átomo. Sirio, 1922
- El alma y su mecanismo. Sirio, 1930
- Del intelecto a la intuición. Sirio, 1932
- De Belén al calvario. Sirio, 1937
- Autobiografía inconclusa. Sirio, 1951
- Los trabajos de Hércules. Sirio, 1974
- Los trabajos de Hércules: una interpretación astrológica. Sirio (primera edición), 1982

## Opinión escéptica
El escritor K. Paul Johnson sostiene que los maestros acerca de los que escribía Madame Blavatsky eran en realidad idealizaciones de personas que fueron sus mentores.
Johnson afirma que este Djwal Khul (el tibetano que le dictaba a Bailey) era en realidad Dayal Singh Majithia, miembro del Singh Saba (movimiento independentista y de reforma sij).